# Медоулејкс (Тексас)
Медоулејкс (енгл. Meadowlakes) град је у америчкој савезној држави Тексас. По попису становништва из 2010. у њему је живело 1.777 становника.

## Демографија
Према попису становништва из 2010. у граду је живело 1.777 становника, што је 484 (37,4%) становника више него 2000. године.
| Група             | 2000.         | 2010.         |
| Белци             | 1.253 (96,9%) | 1.616 (90,9%) |
| Афроамериканци    | 3 (0,2%)      | 6 (0,3%)      |
| Азијати           | 10 (0,8%)     | 24 (1,4%)     |
| Хиспаноамериканци | 14 (1,1%)     | 113 (6,4%)    |
| Укупно            | 1.293         | 1.777         |